# 尚巴區
17°09′47″S 34°53′38″E / 17.163°S 34.894°E

尚巴區（葡萄牙語：Chemba），是莫桑比克的行政區，位於該國中東部，由索法拉省負責管轄，首府設於尚巴，面積3,998平方公里，2007年人口65,107，人口密度每平方公里16人。